# Listă de dramaturgi cehi
Listă de dramaturgi cehi:

## A
- Ludvík Aškenazy

## D
- Radka Denemarková
- Jan Drda
- Jaroslav Durych
- Arnošt Dvořák
- Viktor Dyk

## F
- Martin Františák
- Otokar Fischer

## H
- Vitězslav Hálek
- Václav Havel
- Jaroslav Hilbert

## J
- Růžena Jesenská
- Alois Jirásek

## K
- Václav Kliment Klicpera
- Ivan Klíma
- Jaroslav Kvapil

## L
- Pavel Landovský
- František Langer

## M
- Jiří Mahen
- Vilém Mrštík

## Š
- František Adolf Šubert
- Zdeněk Svěrák

## T
- Josef Topol
- Josef Kajetán Tyl

## U
- Milan Uhde

## V
- Vladislav Vančura
- Jan Kampánus Vodňanský

## W
- Jiří Wolker
- Frank Wollman

## Z
- Julius Zeyer

## Vezi și
- Listă de piese de teatru cehe
- Listă de dramaturgi
- Listă de scriitori cehi